# Tahmasp I
Tahmasp I (3 tháng 3 năm 1514 – 1576) là vị shah (hoàng đế) thứ hai của Ba Tư thuộc vương triều Safavid.
Triều đại ông cho thấy nhiều cuộc tấn công của các lân bang, tiêu biểu như Ottoman hay Uzbek. Lãnh thổ của Ba Tư ở Iraq cuối cùng đã rơi vào sự kiểm soát của Đế quốc Ottoman. Năm 1555, Tahmasp ký hiệp ước Amasya ngừng chiến với sultan Ottoman. Ba Tư và Ottoman hòa bình trong suốt 30 năm tiếp theo cho đến khi Mohammed Khodabanda trở thành shah.
Tahmasp cũng được biết đến việc ông giúp hoàng đế Mogul mất ngôi Humayun giành lại ngai vàng. Ở điện Chehel Sotoon có lưu giữ một bức tranh cho thấy cảnh Tahmasp đón tiếp Humayun.
Dưới triều Tahmasp, ngành dệt thảm Ba Tư trở nên phát triển.

## Tiểu sử
Tahmasp sinh ngày 22 tháng 2 năm 1514 tại làng Shahabad, gần Isfahan. Ông là con của Shah Ismail I, sáng tổ vương triều Safavid của Ba Tư, và Shah-Begi Khanum. Năm 1524, vua cha Ismail I qua đời và Tahmasp lên thay khi mới 10 tuổi. Ông tỏ ra là một ấu chúa kém cỏi và không đủ khả năng cai trị đất nước. Bộ lạc Qizilbash - một bộ lạc có thế lực thời đó, nổi dậy. Tuy nhiên, đến khi trưởng thành, nhà vua đã cho quân đàn áp cuộc nổi dậy này.

## Chú giải
1. ↑  Chehel Sotoon - Phiên bản tại Wikipedia tiếng Anh
2. ↑  Sách Lịch sử thế giới, tài liệu nước ngoài do Bùi Đức Tịnh biên dịch, trong phần Shah Ismail sáng lập kinh đô Safavid, trang 189.